# Маклочиха
Маклочи́ха (или Маклачи́ха) — деревня в Любытинского района Новгородской области. Входит в составе Любытинское сельское поселение. 

## Топонимика
Название деревни происходит от слова «маклачить» — торговать, спекулировать.

## История
Деревня упоминается с XVIII века, когда она входила в состав Заборовской волости Тихвинского уезда Новгородской губернии. (По информации за 1862 год, земли деревни Маклочиха относились к поместьям дворянского рода Белевичей-Станкевичей.)
С 1918 деревня — в составе Тихвинского уезда Череповецкой губернии, с 1927 года — в Ленинградской области, с 1944 года — в Новгородской области.
Деревня Маклочиха по решению облисполкома Новгородской области в числе шести десятков других деревень 26 декабря 1977 года утратила статус населённого пункта: «в связи с выездом жителей, отсутствием жилых домов и надворных строений».
С 2010 года деревня стала возрождаться семьёй врачей-педиатров из Санкт-Петербурга. Глава семьи — Андрей Пучёнкин — говорит о своей сельской жизни: «На улице и XXI век, и удобства».
1 марта 2017 года Новгородская областная дума приняла решение вернуть деревне статус населённого пункта.
1 августа 2018 года распоряжением Правительства РФ возрождённой деревне присвоено её прежнее название — «с учётом мнения населения и исторически сложившегося географического места».